# Reyes Católicos
Reyes Católicos – stacja metra w Madrycie, na linii 10. Znajduje się w San Sebastián de los Reyes i zlokalizowana jest pomiędzy stacjami Hospital Infanta Sofía i Baunatal. Została otwarta 26 kwietnia 2007.